# Elasmobranquis
Els elasmobranquis (Elasmobranchii) són una subclasse de peixos cartilaginosos que inclou les rajades i els taurons. Els elasmobranquis estan àmpliament distribuïts en les aigües tropicals i temperades.
Se’n distingeixen dues formes bàsiques d'organització corporal ben diferenciades entre si, que es corresponen amb els dos superordres, els selacimorfs (com els taurons), amb el cos fusiforme i amb les obertures branquials laterals i els batoïdeus (com les rajades) amb el cos deprimit i les obertures branquials ventrals

## Característiques
Els elasmobranquis no tenen bufeta natatòria, presenten set parells de brànquies que s'obren individualment a l'exterior, aletes dorsals rígides, i escates placoides petites. Les dents es troben en diverses fileres; la mandíbula superior no està fusionada amb el crani, i la mandíbula inferior s'articula amb la superior. Les aletes pelvianes dels mascles s'han modificat fins a esdevenir elements copuladors, implicats en la transmissió de l'esperma.
Els elasmobranquis són osmoconformistes respecte al medi. Presenten una osmolaritat molt similar a la de l'aigua, fet que aconsegueixen incorporant urea a la sang. El seu medi intern és isotònic respecte al medi extern. Eliminen sals per la glàndula rectal.

## Taxonomia
Subclasse Elasmobranchii
- Superordre Selachimorpha
  - Ordre Hexanquiformes
  - Ordre Squaliformes
  - Ordre Pristiophoriformes - taurons serra
  - Ordre Squatiniformes
  - Ordre Heterodontiformes
  - Ordre Orectolobiformes
  - Ordre Carcharhiniformes
  - Ordre Lamniformes

- Superordre Batoideos
  - Ordre Rajiformes - rajades verdaderes
  - Ordre Pristiformes - peixos serra
  - Ordre Torpediniformes - rajades elèctriques
  - Ordre Myliobatiformes - rajades d'agulló